# Національний фонд на підтримку демократії
Національний фонд на підтримку демократії (англ. National Endowment for Democracy, NED) — приватна некомерційна організація США заснована в 1983 році з метою зростання і зміцнення демократичних інститутів у всьому світі. Щороку, за фінансової підтримки Конгресу США, фонд грантами підтримує понад 1000 проєктів неурядових організацій закордоном, які утверджують демократичні принципи більш ніж в 90 країнах.
Сама організація сповідує переконання, що «свобода є універсальним людським прагненням, яке може бути реалізоване через розвиток демократичних інститутів, процедур і цінностей» і своєю місією називає «сприяння становленню і розвитку демократії та свободи в усьому світі».

## Заснування
У 1982 в промові у Вестмінстерському палаці, президент США Рональд Рейган висунув ініціативу «підтримки підвалин демократії: вільної преси, профспілок, політичних партій, університетів». Уряд США найняв Американський політичний фонд (The American Political Foundation) для дослідження підтримки демократії, що стало відоме як «Програма демократії» (The Democracy Program). Програма рекомендувала створити двопартійну, приватну, некомерційну організацію під назвою Національний фонд на підтримку демократії (National Endowment for Democracy, NED). Новоутворена організація, мала бути неурядовою, проте фінансуватиметься урядом США і під наглядом конгресу.
NED був створений в 1983 році актом Конгресу. Комітет у закордонних справах запропонував законодавчо встановити початкове фінансування в 31,3 млн дол США (законопроєкт HR 2915). 17 листопада 1983 року HR 2915 був прийнятий Конгресом, а на наступний день — Сенатом. 18 листопада 1983 статут організації був поданий на реєстрацію в окрузі Колумбія для створення Національного фонду за демократію як некомерційної організації.

## Склад керівництва
До ради директорів фонду входили або входять:
- колишній конгресмен, віце-президент банку Clark & Weinstock, Він Уебер (Vin Weber);
- генерал НАТО у відставці Веслі Кларк (Wesley Clark);
- колишній конгресмен Річард Джефард (Richard Gephardt);
- колишній конгресмен і дипломат Річард Холбрук (Richard Holbrooke);
- президент компанії Guardian International Corp. Ральф Герсон (Ralf Gerson);
- колишній міністр оборони, голова інвестиційної компанії Carlyle Group, Френк Карлуччі (Frank Carlucci);
- колишній радник президента Рейгана, голова Міжнародного кризового центру (ICC), Мортон Абрамовіц (Morton Abramowitz);
- колишній сенатор, член президентської ради з національної безпеки Лі Гамільтон (Lee H. Hamilton);
- колишній американський сенатор і лідер більшості в Сенаті Білл Фріст (Bill Frist);
- директор відділу суспільно-політичних досліджень у Американського інституту підприємництва Майкл Новак (Michael Novak);
- доктор Університету Джонса Хопкінса Френсіс Фукуяма (Francis Fukuyama);
- сенатор від штату Індіана Еван Бай (Evan Bayh);
- американський політолог, соціолог і державний діяч Збігнєв Бжезінський.

## Фінансування
Фонд був заснований в 1983 році Конгресом США з бюджетом $30 млн. Діяльність фонду фінансується з державного бюджету як частина витрат Держдепартаменту для Агентства з міжнародного розвитку США. У 2004 році фонд отримав близько $80 млн переважно з урядових джерел.
Невелика частина коштів надходить від приватних організацій — Фонд Сміта Річардсона (Smith Richardson Foundation), Фонд Джона М. Оліна (John M. Olin Foundation) та Фонд Лінді і Гаррі Бредлі (Bradley Foundation). З 1987 року по 2005 рік ці організації перерахували близько $2 млн. Всі вони, у свою чергу, фінансуються за допомогою федеральних контрактів.
Близько половини коштів фонд витрачає на діяльність 4-х асоційованих організацій:
- Американський центр міжнародної трудової солідарності.
- Центр міжнародного приватного підприємництва. Керівник — Томас Дж. Донахью (Tom J. Donohue), президент Торговельної палати США.
- Міжнародний республіканський інститут. Керівник — сенатор Джон Маккейн (John McCain).
- Національний демократичний інститут міжнародних справ. Керівник — колишній держсекретар Мадлен Олбрайт (Madeleine Albright).

Фонд публікує «Журнал демократії» (Journal Of Democracy), а також журнал «Зустріч» для поширення на території Куби.

## Реакція у Росії
2012 року верхня палата російського парламенту заявила про те, що NED загрожує національній безпеці РФ.
У липні 2015 року російський уряд оголосив NED «небажаною» НУО, зробивши NED першою організацією, забороненою згідно з російським законом про небажані організації, підписаним двома місяцями раніше президентом Росії Володимиром Путіним.

## Діяльність в Україні
Підтримка Фондом України, що триває з 1989 р., відбувається в рамках його діяльності в Центральній і Східній Європі та включає такі напрями:
1. просування демократичних цінностей та європейської інтеграції;
2. захист інформаційної чесності та підтримка незалежних ЗМІ;
3. антикорупційні програми, що підвищують прозорість і підзвітність;
4. покращення доброчесності виборів та участі громадян[4].

Серед українських організацій, які отримали допомогу від Фонду в 2005 році є:
1. Харківський центр для жіночих студій ($50,000)
2. Знаю ($26,400)
3. Коаліція «Молода Черкащина» ($25,000)
4. Молодіжна Альтернатива ($82,000)
5. Молодий Рух ($50,000)
6. Телекритика ($45,000)
7. Пора! ($40,000)
8. Американський Центр Працьової Солідарності ($400,000)

Незважаючи на повномасштабну війну, що почалася в 2022 р., Фонд продовжує сприяти впровадженню реформ для зміцнення демократичних інститутів в Україні. Підтримуючи понад 100 українських організацій по всій країні, NED допомагає, наскільки це можливо в умовах воєнного часу, розвитку громадянської участі та демократичних процесів. Пріоритетні сфери діяльності Фонду включають розширення можливостей громадськості та залучення її до реформ, підтримку незалежних ЗМІ, зокрема задля забезпечення якісного висвітлення війни, та підтримку правозахисників, які документують воєнні злочини та виступають за відповідальність, прозорість і підзвітність влади.

## Виноски
1. 1 2  History. National Endowment for Democracy. Архів оригіналу за 26 квітня 2008. Процитовано 3 листопада 2008.
2. ↑  Human rights: closing down of Russian Memorial NGO; Uzbekistan; Mexico. European Parliament. 2014.
3. ↑  Alec Luhn (28 липня 2019). National Endowment for Democracy is first 'undesirable' NGO banned in Russia. The Guardian (англ.).
4. ↑  Мателешко, Юрій (24 червня 2025). Американські неурядові інституції «м’якого» впливу в Україні: напрями та особливості діяльності (на прикладі NED та Фонду Мотта). Науково-теоретичний альманах Грані (укр.). 28 (2): 6—11. doi:10.15421/172533. ISSN 2413-8738.
5. ↑  Мателешко, Юрій (24 червня 2025). Американські неурядові інституції «м’якого» впливу в Україні: напрями та особливості діяльності (на прикладі NED та Фонду Мотта). Науково-теоретичний альманах Грані (укр.). 28 (2): 6—11. doi:10.15421/172533. ISSN 2413-8738.